# Krążowniki typu Reina Regente
Krążowniki typu Reina Regente – typ trzech hiszpańskich krążowników pancernopokładowych z końca XIX wieku, budowanych według projektu brytyjskiego. 
Główny okręt „Reina Regente” zbudowany był w Wielkiej Brytanii i wszedł do służby w 1888 roku, lecz zatonął w 1895 roku. Dwie dalsze jednostki zbudowane w Hiszpanii okazały się nieudane i były wykorzystywane w ograniczony sposób. Cała seria została wycofana do 1912 roku i nie brała udziału w działaniach wojennych. Nazwę „Reina Regente” otrzymał następnie pojedynczy krążownik ulepszonego typu.
Wyporność okrętów wynosiła około 5000 ton, a uzbrojenie główne według pierwotnego projektu składało się z czterech armat kalibru 240 mm i sześciu armat kalibru 120 mm. Napędzały je maszyny parowe, pozwalające na osiąganie według projektu prędkości ponad 20 węzłów.

## Historia powstania
Marynarka Hiszpańska pod koniec XIX wieku rozwijała okręty klasy krążowników dla potrzeb pozostającego jej imperium kolonialnego, zredukowanego już w tym czasie do przede wszystkim Kuby i Filipin. Na początku lat 80. XIX wieku rozpoczęto w Hiszpanii budowę serii trzech nieopancerzonych krążowników własnej konstrukcji typu Alfonso XII (lub Reina Cristina), która jednak znacznie się przeciągała i wodowano je dopiero po kilku latach, w 1887 roku. W dziesięcioletnim programie rozbudowy floty z kwietnia 1884 roku przewidziano budowę siedmiu nowych dużych krążowników I klasy, głównie dla służby w koloniach. Jeszcze w trakcie budowy okrętów typu Alfonso XII stało się jasne, że stały się one przestarzałe, wobec pojawienia się na świecie szybkich silnie uzbrojonych krążowników pancernopokładowych, budowanych przez angielską stocznię Armstronga w Elswick (tzw. elswickich krążowników), poczynając od chilijskiej „Esmeraldy”. W celu uzyskania odpowiednio nowoczesnych okrętów, po raz pierwszy rząd hiszpański zdecydował zamówić zaprojektowanie i budowę krążownika za granicą.
W sierpniu 1885 roku rząd ogłosił konkurs na projekt i budowę szybkiego krążownika pancernopokładowego o wyporności 4300 ton, silnym uzbrojeniu i zasięgu wystarczającym na dotarcie do Filipin. Zaproszenia wysłano do dziesięciu przodujących w świecie stoczni brytyjskich, trzech francuskich, niemieckiej i austro-węgierskiej. Do finału wybrano trzy projekty, a ostatecznie w konkursie zwyciężyła szkocka stocznia James & George Thomson w Clydebank. Wśród pokonanych była m.in. stocznia Armstronga, która następnie zbudowała okręt bazujący na odrzuconym projekcie, z czterema działami głównego kalibru na sponsonach burtowych, dla USA (USS „Baltimore”). Umowę ze stocznią Thomson podpisano 24 maja 1886 roku. Głównym konstruktorem był John Harvard Biles. Stocznia zgodziła się po obliczeniach zastosować cięższe armaty kalibru 240 mm niż pierwotnie przewidziane (200 mm) oraz podnieść je wyżej dla uzyskania lepszych warunków ich użycia, co pogorszyło jednak stateczność okrętu. Cena kontraktowa bez uzbrojenia wynosiła 243 000 funtów szterlingów (6,075 mln peset; równowartość ok. 1770 kg złota). Z uzbrojeniem koszt budowy wynosił ok. 9,325 mln peset. W publikacjach z epoki podkreślano, że „Reina Regente” była największym krążownikiem pancernopokładowym zbudowanym do tamtej pory w Wielkiej Brytanii.
Stępkę pod budowę zamówionego okrętu nazwanego „Reina Regente” (Królowa Regentka) położono w Clydebank 20 lipca 1886 roku. Budowa szła bardzo szybko i okręt wodowano już po siedmiu miesiącach – 24 lutego 1887 roku, a 10 października 1887 roku rozpoczął próby morskie. W kolejnym 1888 roku został ukończony i oddany do służby hiszpańskiej. Równolegle rozpoczęto budowę dwóch dalszych okrętów tego typu w Hiszpanii, w stoczniach w Ferrolu i Kartagenie, lecz w odróżnieniu od prototypu przeciągnęła się ona na ponad 10 lat i ostatecznie nie doprowadziła do powstania satysfakcjonujących okrętów. „Alfonso XIII” został wodowany w 1891 roku, a „Lepanto” w 1893 roku, lecz weszły do służby w ograniczonym zakresie dopiero w 1896 i 1899 roku.
Oryginalny projekt brytyjski oceniano jako stosunkowo udany, mieszczący silne uzbrojenie, dobre opancerzenie i duży zapas węgla w kadłubie o umiarkowanej wyporności, a przy tym rozwijający wysoką prędkość. W chwili wejścia do służby i jeszcze przez kilka lat prototypowa „Reina Regente” była jednym z najszybszych krążowników. Wiązało się to jednak z pewnymi kompromisami konstrukcyjnymi, a okręty były przeładowane uzbrojeniem i miały niską wolną burtę na dziobie, co pogarszało dzielność morską. W toku służby „Reina Regente” okazało się, że ma on niewystarczającą stateczność, a 10 marca 1895 roku najprawdopodobniej z tego powodu zatonął podczas sztormu. Pozostałe dwa okręty z powodu obaw o stateczność otrzymały lżejsze uzbrojenie. Ich jakość wykonania w stoczniach hiszpańskich okazała się jednak niższa, co przełożyło się przede wszystkim na znacznie niższą prędkość.
Po katastrofie pierwszej „Reina Regente” zdecydowano zbudować w Hiszpanii drugi krążownik o tej nazwie. Jego stępkę położono w grudniu 1895 roku, a wodowano w 1906 roku. Został on jednak przeprojektowany i powiększony i faktycznie stanowił nowy typ.
| Nazwa              | położenie stępki | wodowanie  | wejście do służby | los                 |
| ------------------ | ---------------- | ---------- | ----------------- | ------------------- |
| Reina Regente      | 20.07.1886       | 24.02.1887 | 3.06.1888         | zatonął 10.03.1895  |
| Alfonso XIII       | 21.08.1887       | 31.08.1891 | 1896              | wycofany 18.05.1900 |
| Lepanto            | 1.10.1886        | 16.11.1893 | 1899              | wycofany 1912       |
| Typ ulepszony      |                  |            |                   |                     |
| Reina Regente (II) | 12.1895          | 20.09.1906 | 1910              | wycofany 31.12.1926 |

## Opis

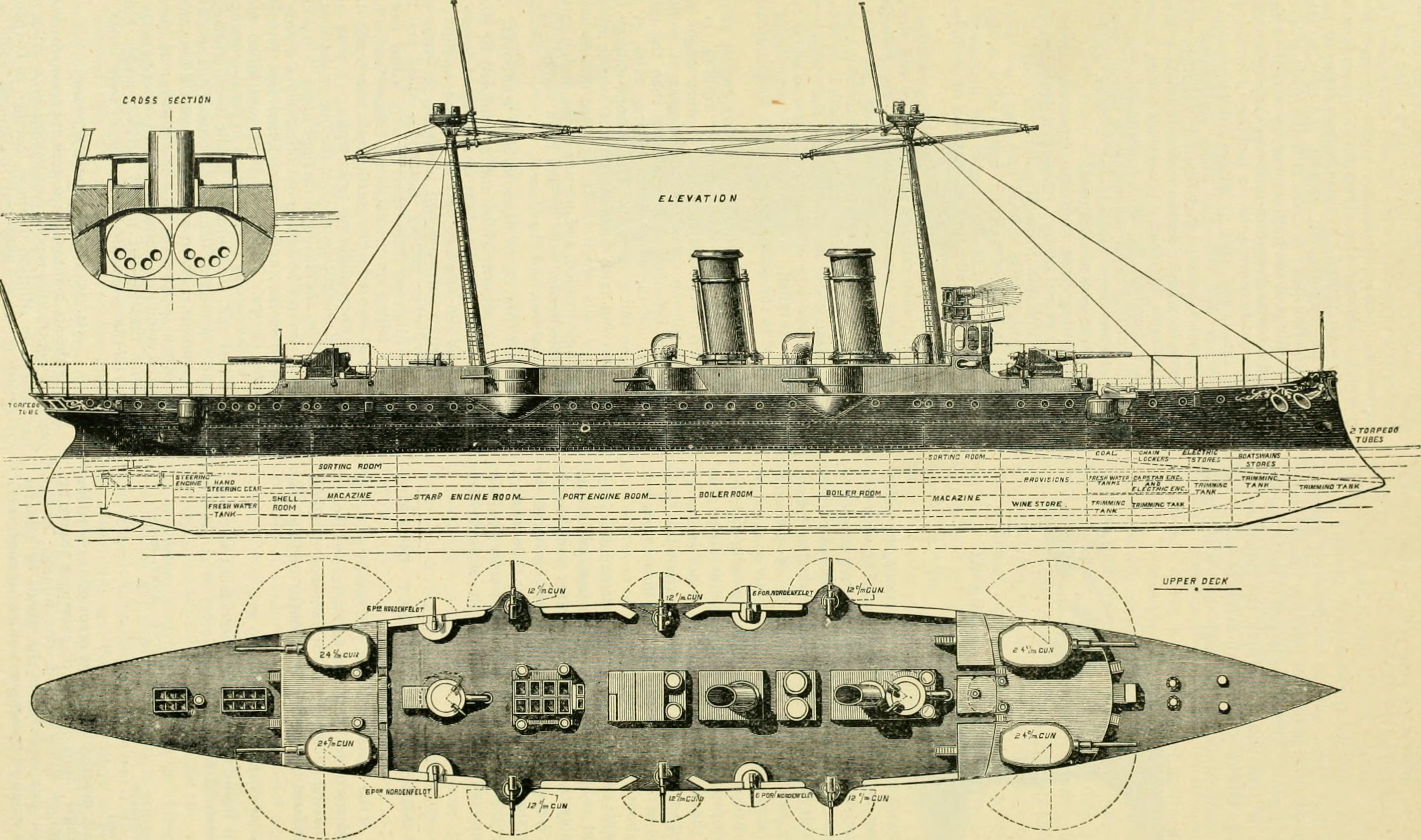
Rysunek krążownika „Reina Regente” z „The railroad and engineering journal” z 1887 roku

### Kadłub i konstrukcja
Okręty miały gładkopokładowy kadłub, z taranową dziobnicą i nawisającą rufą. Działa najcięższego kalibru były umieszczone parami na pokładzie dziobowym i rufowym na podwyższonych o 1,2 m platformach, między którymi ciągnęły się nadburcia. Nadbudówka z mostkiem za dziobową parą dział była zredukowana do minimum. Sylwetkę uzupełniały dwa pochyłe kominy na śródokręciu i dwa również pochylone maszty palowe. Na marsach bojowych masztów ustawiano po dwa działka małokalibrowe.
Kadłub wykonany był ze stali i posiadał dno podwójne na całej długości sięgające na burty w rejonie linii wodnej. Z roczników flot z epoki wynikało, że okręty budowy hiszpańskiej mają 13 głównych poprzecznych przedziałów wodoszczelnych. Ogółem w prototypowym krążowniku grodzie poprzeczne i wzdłużne wydzielały 156 przedziałów wodoszczelnych, z tego 73 pod pokładem pancernym, natomiast okręty budowane w Hiszpanii miały mniejszą liczbę tych przedziałów. Większość przedziałów tworzyła koferdamy nad pokładem pancernym, z zasobniami węglowymi i magazynami. Od wewnątrz na wysokości linii wodnej był też pas celulozy, która w założeniu miała po namoknięciu puchnąć i zatykać przebicia. W osobnych przedziałach wodoszczelnych znajdowały się cztery kotły. Osobne przedziały miały również maszyny.
Wyporność normalna w przypadku „Reina Regente” podawana jest w literaturze jako 4664 ton lub 4725 ton angielskich. W źródłach z epoki wskazywano wyporność 5000 ton z zapasem 500 ton węgla. Wyporność pełna podawana jest na 5600 ton, a dla okrętów budowy hiszpańskiej 5400 ton. Długość całkowita „Reina Regente” wynosiła 102,18 m, a na linii wodnej 97,6 m. Dla krążowników budowy hiszpańskiej podawana jest mniejsza długość na linii wodnej 95,33 m, a w rocznikach floty długość całkowita 328 stóp (100 m). Spotykana w publikacjach jest również długość okrętów 96,62 m między pionami. Szerokość okrętów wynosiła 15,43 m, a zanurzenie 5,9 m. 

### Uzbrojenie

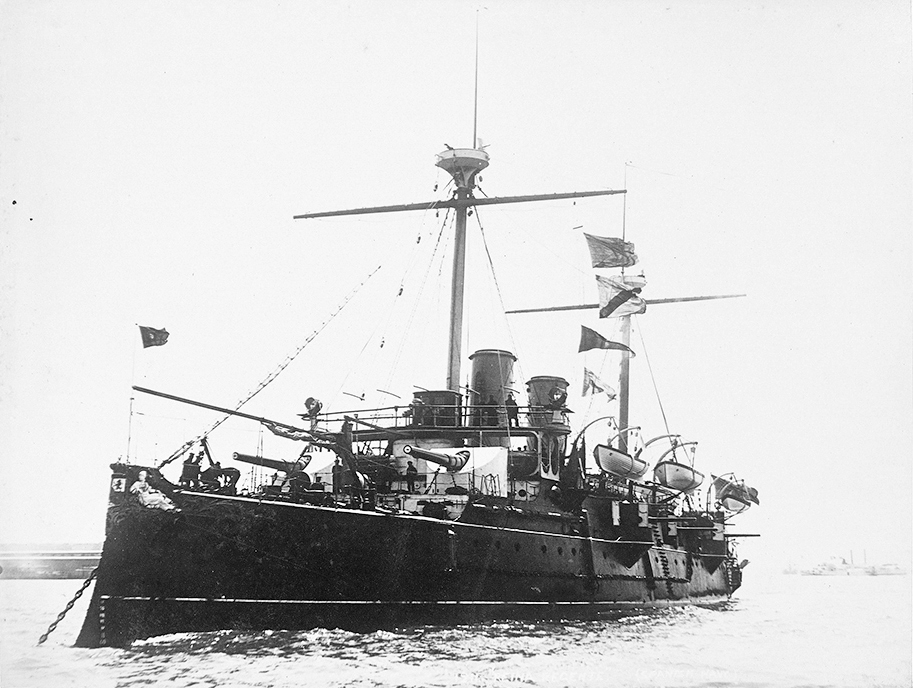
„Reina Regente” w 1893 roku – widoczne działa dziobowe

Oryginalne uzbrojenie główne według projektu, zastosowane tylko na prototypowej „Reina Regente”, stanowiły cztery działa kalibru 240 mm i sześć dział kalibru 120 mm, wszystkie systemu Hontoria o długości lufy 35 kalibrów (L/35). Pojedyncze działa 240 mm ustawione były po dwa obok siebie na pokładzie na dziobie i rufie. We wszystkich kierunkach ogień mogły prowadzić przynajmniej dwa działa. Ważyły one po 20,7 tony i strzelały pociskami o masie 195 kg. Działa kalibru 120 mm umieszczone były na pokładzie górnym, po trzy na każdej z burt na śródokręciu. Dziobowe i rufowe pary umieszczone były na sponsonach i miały kąt ostrzału 150°, a środkowa para – 120°. Ważyły one po 2,6 tony i strzelały pociskami o masie 25 kg.
Krążownik „Alfonso XIII” zamiast dział 240 mm otrzymał cztery działa kalibru 200 mm systemu Hontoria. Miały długość lufy również L/35, ważyły 11,5 tony i strzelały pociskami o masie 135 kg. Według roczników floty z epoki, „Lepanto” miał cztery działa kalibru 160 mm Hontoria (6,4 cala). Działa 160 mm Hontoria, o długości lufy L/35, strzelały pociskami o masie 60 kg.
Artylerię uzupełniało sześć dział szybkostrzelnych kalibru 57 mm Nordenfelt (6-funtowych) oraz, na „Reina Regente”: działo kalibru 42 mm Nordenfelt, sześć działek kalibru 37 mm Hotchkiss i dwie kartaczownice. Działa były umieszczone między innymi w dwóch parach kazamat w burtach: przed działami dziobowymi i blisko rufy. Na krążownikach budowy hiszpańskiej działa małokalibrowe zostały zamienione na cztery działa kalibru 37 mm Hotchkiss (w burtach), dwa działa wielolufowe Hotchkiss kalibru 37 mm i dwa działa kalibru 70 mm dla oddziałów desantowych.
Broń podwodną stanowiło pięć stałych nadwodnych wyrzutni torped, w tym dwie na dziobie i po jednej w każdej z burt i na rufie. Według rysunku z epoki (powyżej), wyloty dziobowych wyrzutni torped skierowanych do przodu znajdowały się na dziobie po obu burtach tuż nad linią wodną. „Lepanto” był uzbrojony już tylko w dwie wyrzutnie torped.

### Opancerzenie
Opancerzenie okrętu obejmowało przede wszystkim typowy dla krążowników pancernopokładowych wewnętrzny pokład pancerny z bocznymi skosami. W środkowej poziomej części, znajdującej się nad linią wodną, miał on na większości długości grubość 51 mm (lub według innych danych 25 mm). Skosy pokładu schodziły do burt, na 1,8 m poniżej linii wodnej i miały na większości długości grubość 76 mm. Jedynie nad maszynownią i być może kotłowniami pokład był grubszy i miał 90 mm w płaskiej części (lub według innych danych 76 mm), a na skosach 120 mm. Okręty budowane w Hiszpanii miały pancerz do 110 mm.
Działa kalibru 240 mm miały maski pancerne grubości 76 mm, a działa 120 mm miały maski grubości 25 mm. Opancerzone były również szyby amunicji największego kalibru.

### Napęd
Napęd według projektu stanowiły dwie poziome maszyny parowe potrójnego rozprężania o mocy projektowej 12 000 KM, pozwalające na osiąganie prędkości 20,5 węzła, napędzające dwie śruby. Prototypowa „Reina Regente” miała maszyny produkcji firmy Thompson z Glasgow, z cylindrami o średnicy 1016 mm, 1524 mm i 2337 mm (40, 60 i 92 cale) i skoku tłoka 1143 mm (45 cali). Moc maksymalna była osiągana przy ciągu wymuszonym w paleniskach. Na próbach uzyskano prędkość 20,33 węzła przy mocy indykowanej 11 500 KM, a przy normalnym ciągu 18,75 węzła przy mocy indykowanej 7500 KM. Parę dostarczały cztery dwustronne kotły cylindryczne, posiadające po osiem palenisk, o największym ciśnieniu ok. 9,3 at.  Normalny zapas węgla wynosił 500 t, a maksymalny 1285 t, z którym zasięg wynosił ok. 13 tysięcy mil morskich. Z tego, tylko 160 t węgla było pod pokładem pancernym.
Okręty budowy hiszpańskiej miały maszyny produkcji zakładów Maquinista Terrestre y Marítima w Barcelonie, lecz z uwagi na znacznie gorsze wykonanie nie osiągały one mocy kontraktowej 11 500 KM i w praktyce nie przekraczały prędkości 14 węzłów. Być może niewłaściwie dobrane mogły być również śruby. Maksymalny zapas węgla ograniczono na nich do 1080 ton.

### Wyposażenie
Powyżej pokładu pancernego były dwa kotły zasilające mechanizmy pomocnicze. Okręty były wyposażone w dwa reflektory do walk nocnych o średnicy 70 cm.
Łodzie okrętowe i środki ratunkowe obejmowały trzy kutry parowe i 10 szalup wiosłowych.

## Skrót służby

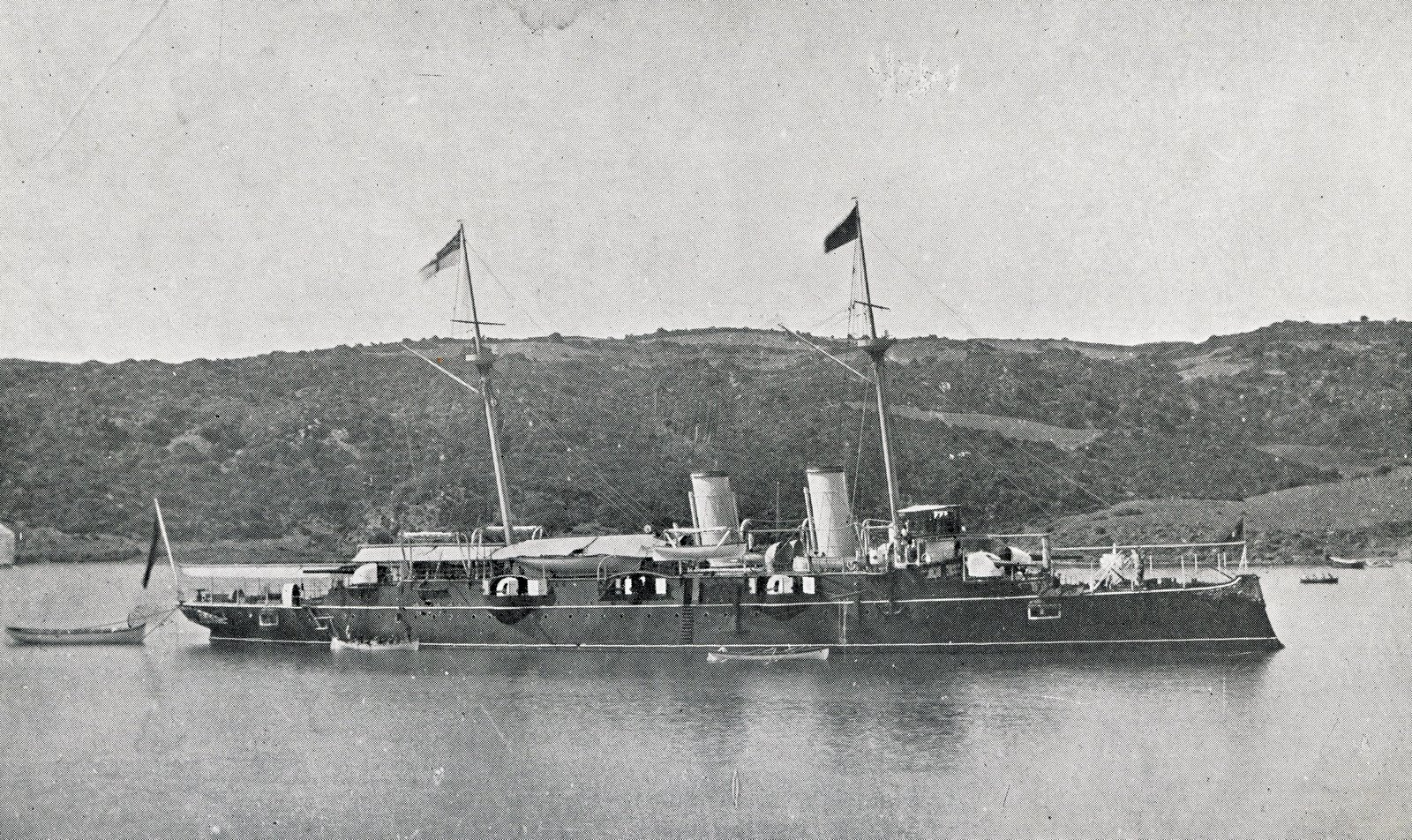
„Alfonso XIII”

Prototypowa „Reina Regente” weszła do służby 3 czerwca 1888 roku. W marcu–kwietniu 1893 roku popłynęła przez Hawanę do USA, biorąc udział w paradzie morskiej 27 kwietnia w Nowym Jorku, po czym powróciła do Hiszpanii. 10 marca 1895 roku krążownik wypłynął z Tangeru do Kadyksu, po czym trafił na wyjątkowo silny sztorm i zatonął w nieznanych okolicznościach z całą 412-osobową załogą. Jako prawdopodobną przyczynę utraty okrętu komisja dochodzeniowa wskazała nabieranie wody przez otwory wentylacyjne i dziobowe kazamaty lekkich dział, co przy zwiększaniu się ilości wody na górnych pokładach prowadziło do większych przechyłów, a następnie wywrócenia się.
Pozostałe dwa okręty budowy hiszpańskiej były znacznie gorzej wykonane od brytyjskiego prototypu i nie zdołały osiągnąć prędkości nawet zbliżonej do projektowej, przez co ich wykorzystanie przez marynarkę było bardzo ograniczone. „Alfonso XIII” został ukończony w 1896 roku i wcielony do eskadry treningowej, ale nadal nie osiągnął pełnej gotowości w trakcie wojny amerykańsko-hiszpańskiej w 1898 roku i zrezygnowano z jego włączenia do eskadry rezerwowej wysłanej na Filipiny. „Lepanto” dopiero w styczniu 1899 roku przechodził próby morskie. Już 18 maja 1900 roku „Alfonso XIII” został dekretem królowej regentki skreślony z listy floty z uwagi na niską wartość bojową, a „Lepanto” został wówczas przeznaczony do celów szkolnych. „Lepanto” został następnie skreślony z listy floty w 1912 roku.

„Reina Regente” w 1895 roku
„Alfonso XIII” w 1896 roku
„Lepanto” w 1908 roku